# Unkas – ostatni Mohikanin
Unkas – ostatni Mohikanin (niem. Der letzte Mohikaner, rum. Ultimul Mohican, fr. Le Dernier des Mohicans) – erefenowsko-rumuńsko-francuski western z 1969 roku w reżyserii Jeana Dréville’a, Pierre’a Gasparda-Huita i Sergiu Nicolaescu na podst. powieści Ostatni Mohikanin Jamesa Fenimore’a Coopera.

## Obsada
- Hellmut Lange – Nat Bumpo
- Pierre Massimi – Chingachgook
- Alexandru David – Unkas
- Sylvie Maas-Lebot – Alice Munroe
- Otto Ambros – pułkownik Munroe
- Luminița Iacobescu – Cora Munroe
- Jacques Brunet – Duncan Heyward
- Ali Raffi – Magua
- Marc Cottel – Tamenung
- Roland Ganemet – David Gamut

## Wersja polska
Opracowanie: Studio Opracowań Filmów w Warszawie

Reżyseria: Maria Olejniczak

Wystąpili:
- August Kowalczyk – Nat Bumpo
- Maciej Rayzacher – Chingachgook
- Jerzy Rogowski – Unkas
- Magdalena Celówna – Alice Munroe
- Jan Ciecierski – pułkownik Munroe
- Iwa Młodnicka – Cora Munroe
- Andrzej Seweryn – Duncan Heyward
- Andrzej Zaorski – Magua
- Saturnin Żórawski – Tamenung
- Jan Englert – David Gamut